# تلمبه آخان
تلمبه آخان یک منطقهٔ مسکونی در ایران است که در دهستان ابرج واقع شده‌است. تلمبه آخان ۲۲ نفر جمعیت دارد.